# 후벽균
후벽균(厚壁菌) 또는 후벽균류(厚壁菌類)는 후벽균문(Firmicutes)에 속하는 세균의 총칭이다.

## 하위 분류
현재, 후벽균문은 274개 속 이상으로 분류하고 있으며, 주요 속은 아래와 같다.
- 바킬루스강(Bacilli)
  - 바킬루스목(Bacillales)
    - 바킬루스속(Bacillus)
    - 리스테리아속(Listeria)
    - 포도상구균속(Staphylococcus)

  - 락토바킬루스목(Lactobacillales)
    - Enterococcus
    - Lactobacillus
    - Lactococcus
    - Leuconostoc
    - Pediococcus
    - Streptococcus
- 클로스트리디움강(Clostridia)
  - 클로스트리디움목(Clostridiales)
    - Catabacteriaceae
    - 클로스트리디과 (Clostridiaceae)
    - Eubacteriaceae
    - Graciibacteraceae
    - 헬리오박테리아과 (Heliobacteriaceae)
    - Lachnospiraceae
    - Oscillospiraceae
    - Peptococcaceae
    - Peptostreptococcaceae
    - Ruminococcaceae
    - Syntrophomonadaceae
    - Veillonellaceae

  - 할라나이로비움목(Halanaerobiales)
    - 할라나이로비움과(Halanaerobiaceae)
    - 할로박테로이데스과(Halobacteroidaceae)

  - 테르모아나이로박테르목(Thermoanaerobacteriales)
    - 테르모아나이로박테르과(Thermoanaerobacteraceae)
    - 테르모데술포비움과(Thermodesulfobiaceae)

  - 나트라나이로비우스목(Natranaerobiales)
    - 나트라나이로비우스과(Natranaerobiaceae)
- 에리시펠로트릭스강(Erysipelotrichia)
  - 에리시펠로트릭스목(Erysipelotrichales)
    - 에리시펠로트릭스과(Erysipelotrichaceae)
- 네가티비콕쿠스강(Negativicutes)
  - 셀레노모나스목(Selenomonadales)
    - 아키다미노콕쿠스과 (Acidaminococcaceae)
    - 베일로넬라과 (Veillonellaceae)
- 테르몰리토박테르강(Thermolithobacteria)
  - 테르몰리토박테르목(Thermolithobacterales)
    - 테르몰리토박테르과(Thermolithobacteraceae)